# Olympische Sommerspiele 2024/Teilnehmer (Guinea)
| Gelbes Symbol für Goldmedaillen mit stilisierten Olympischen Ringen | Graues Symbol für Silbermedaillen mit stilisierten Olympischen Ringen | Braundes Symbol für Bronzemedaillen mit stilisierten Olympischen Ringen |
| ------------------------------------------------------------------- | --------------------------------------------------------------------- | ----------------------------------------------------------------------- |
| —                                                                   | —                                                                     | —                                                                       |

Guinea nahm an den Olympischen Spielen 2024 vom 26. Juli bis zum 11. August 2024 in Paris mit 25 Athleten (20 Männer, 5 Frauen) teil. Es war die insgesamt 13. Teilnahme an Olympischen Sommerspielen.
Für die Eröffnungsfeier wurde der Fußballspieler Naby Keïta zum Fahnenträger der Mannschaft Guineas ernannt.

## Teilnehmer nach Sportarten

### Bogenschießen
Für die Teilnahme am Einzelwettbewerb der Frauen erhielt Guinea eine Wildcard.
| Athleten        | Wettbewerb | Qualifikation | Qualifikation | 1. Runde    | 1. Runde | 2. Runde      | 2. Runde      | Achtelfinale  | Achtelfinale  | Viertelfinale | Viertelfinale | Halbfinale    | Halbfinale    | Finale / Platz 3 | Finale / Platz 3 | Rang |
| Athleten        | Wettbewerb | Ringe         | Rang          | Gegner      | Ergebnis | Gegner        | Ergebnis      | Gegner        | Ergebnis      | Gegner        | Ergebnis      | Gegner        | Ergebnis      | Gegner           | Ergebnis         | Rang |
| --------------- | ---------- | ------------- | ------------- | ----------- | -------- | ------------- | ------------- | ------------- | ------------- | ------------- | ------------- | ------------- | ------------- | ---------------- | ---------------- | ---- |
| Frauen          |            |               |               |             |          |               |               |               |               |               |               |               |               |                  |                  |      |
| Fatoumata Sylla | Einzel     | 619           | 61            | C. Kaufhold | 2:6      | ausgeschieden | ausgeschieden | ausgeschieden | ausgeschieden | ausgeschieden | ausgeschieden | ausgeschieden | ausgeschieden | ausgeschieden    | ausgeschieden    | 33   |

### Fußball
Durch einen 1:0-Erfolg im interkontinentalen Play-off gegen Indonesien qualifizierten sich Guineas Fußballer erstmals seit 1968 für ein olympisches Fußballturnier.
| Wettbewerb      | Männer (Spiele/Tore) |
| --------------- | --- |
| Athleten        | Algassime Bah (3/0) Aliou Baldé (3/0) Sekou Tidiany Bangoura (0/0) Henry Camara (3/0) Issiaga Camara (3/0) Ousmane Camara (2/0) Bangaly Cissé (3/0) Amadou Diallo (3/0) Amadou Diawara (3/1) Rayane Doucouré (0/0) Madiou Keïta (3/0) Mory Keïta (1/0) Naby Keïta (2/0) Ilaix Moriba (3/0) Naby Oularé (3/0) Mohamed Soumah (3/0) Soumaila Sylla (3/0) Abdoulaye Touré (3/0) |
| Trainer         | Kaba Diawara |
| P-Akkreditierte | Chérif Camara (1/0) Lassana Diakhaby Ibrahima Fofana Lass Kourouma |
| Gruppenphase    | Neuseeland (1:2) Frankreich (0:1) Vereinigte Staaten (0:3) |
| Viertelfinale   | ausgeschieden |
| Halbfinale      | ausgeschieden |
| Finale          | ausgeschieden |
| Rang            | 16 |

### Judo
Über die IJF-Weltrangliste konnten sich zwei guineische Judokas qualifizieren.
| Athleten        | Wettbewerb       | 1. Runde       | 1. Runde | 2. Runde  | 2. Runde | Achtelfinale  | Achtelfinale  | Viertelfinale | Viertelfinale | Halbfinale / Trostrunde | Halbfinale / Trostrunde | Finale / Platz 3 | Finale / Platz 3 | Rang |
| Athleten        | Wettbewerb       | Gegner         | Ergebnis | Gegner    | Ergebnis | Gegner        | Ergebnis      | Gegner        | Ergebnis      | Gegner                  | Ergebnis                | Gegner           | Ergebnis         | Rang |
| --------------- | ---------------- | -------------- | -------- | --------- | -------- | ------------- | ------------- | ------------- | ------------- | ----------------------- | ----------------------- | ---------------- | ---------------- | ---- |
| Frauen          |                  |                |          |           |          |               |               |               |               |                         |                         |                  |                  |      |
| Mariana Esteves | Klasse bis 57 kg | M. Escano      | 10:0s1   | —         | —        | S. L. Cysique | 0s1:10        | ausgeschieden | ausgeschieden | ausgeschieden           | ausgeschieden           | ausgeschieden    | ausgeschieden    | 9    |
| Marie Branser   | Klasse bis 78 kg | M. de Villiers | 10:0     | A. Wagner | 0:11     | ausgeschieden | ausgeschieden | ausgeschieden | ausgeschieden | ausgeschieden           | ausgeschieden           | ausgeschieden    | ausgeschieden    | 9    |

### Leichtathletik
Laufen und Gehen
| Athleten           | Wettbewerb | Qualifikationslauf | Qualifikationslauf | Vorlauf | Vorlauf | Halbfinale    | Halbfinale    | Finale        | Finale        | Rang          |
| Athleten           | Wettbewerb | Zeit               | Rang               | Zeit    | Rang    | Zeit          | Rang          | Zeit          | Rang          | Rang          |
| ------------------ | ---------- | ------------------ | ------------------ | ------- | ------- | ------------- | ------------- | ------------- | ------------- | ------------- |
| Frauen             |            |                    |                    |         |         |               |               |               |               |               |
| Safiatou Acquaviva | 100 m      | 11,97 s            | 5                  | 12,07 s | 9       | ausgeschieden | ausgeschieden | ausgeschieden | ausgeschieden | ausgeschieden |

### Schwimmen
| Athleten      | Wettbewerb    | Vorlauf | Vorlauf | Halbfinale    | Halbfinale    | Finale        | Finale        | Rang |
| Athleten      | Wettbewerb    | Zeit    | Rang    | Zeit          | Rang          | Zeit          | Rang          | Rang |
| ------------- | ------------- | ------- | ------- | ------------- | ------------- | ------------- | ------------- | ---- |
| Frauen        |               |         |         |               |               |               |               |      |
| Djenabou Bah  | 50 m Freistil | 31,90 s | 69      | ausgeschieden | ausgeschieden | ausgeschieden | ausgeschieden | 69   |
| Männer        |               |         |         |               |               |               |               |      |
| Elhadj Diallo | 50 m Freistil | 26,45 s | 57      | ausgeschieden | ausgeschieden | ausgeschieden | ausgeschieden | 57   |